# Джавадийе (Фарс)
Джавади́йе или Джавади́е (перс. جواديه‎) — небольшой город на юге Ирана, в провинции Фарс. Входит в состав шахрестана  Шираз. По данным переписи, на 2006 год население составляло 6 314 человек.

## География
Город находится в центральной части Фарса, в горной местности юго-восточного Загроса, на высоте 1 657 метров над уровнем моря.
Джавадийе расположен на расстоянии приблизительно 7 километров к северу от Шираза, административного центра провинции и на расстоянии 665 километров к юго-юго-востоку (SSE) от Тегерана, столицы страны.